# Esperanza Martínez
Esperanza Martínez (Assunção, 26 de abril de 1959) é uma médica e política paraguaia filiada ao Partido Participación Ciudadana.
Formada em ciências médicas pela Universidade Nacional de Assunção, foi Ministra da Saúde Pública e do Bem-estar Social do Paraguai, de 15 de agosto de 2008 a 22 de junho de 2012 sucedendo Oscar Martínez Doldan, durante o governo de Fernando Lugo. Em 2013 foi eleita senadora da República do Paraguai.